# Гербы субъектов Российской Федерации

Герб Российской Федерации

Согласно статье 65 Конституции, Российская Федерация состоит из 89 субъектов, из которых 24 являются республиками, 9 — краями, 48 — областями, 3 — городами федерального значения, 1 — автономной областью и 4 — автономными округами. В настоящее время каждый субъект имеет собственный герб — они представлены в таблице ниже. Кроме того, в список включены гербы девяти упразднённых субъектов федерации: трёх областей и шести автономных округов. Субъекты федерации и их типы приводятся в том же порядке, в каком они перечислены в статье 65 Конституции Российской Федерации. Субъекты, сформированные на оккупированных территориях Украины, выделены бежевым цветом.
В целях проведения единой государственной политики в области геральдики в России действует Геральдический совет при Президенте Российской Федерации, уполномоченный на ведение Государственного геральдического регистра, куда вносятся официальные символы, соответствующие правилам геральдики — в этом случае в соответствующей графе таблицы указывается регистрационный номер.
В графе «дата утверждения» указывается дата первого утверждения существующего герба в соответствующем субъекте. В случае, если в блазон герба вносились изменения, не носящие концептуального характера, помимо даты первоначального утверждения указывается дата утверждения актуальной версии; даты утверждения промежуточных версий не указываются. Изображение и описание герба приводятся только в актуальном варианте; если законом о гербе наряду с полной формой допускается использование сокращённых форм герба, данный факт отмечается в графе «Краткое описание», но в графе «Изображение» приводится только полная форма.

## Гербы существующих субъектов
| Герб                                                     | Субъект                                  | Дата утверждения                                                                       | Номер в ГГР                                      | Краткое описание | Примечания |
| -------------------------------------------------------- | ---------------------------------------- | -------------------------------------------------------------------------------------- | ------------------------------------------------ | --- | --- |
| Республики                                               |                                          |                                                                                        |                                                  | | |
| Государственный герб Республики Адыгея                   | Адыгея                                   | 27 марта 1992 (первая версия); 7 июня 2007 (актуальная версия).                        | 163                                              | Круг, сверху обрамлённый лентой с надписью «Республика Адыгея» на русском и адыгейском языках. В середине ленты — большая звезда, с боковых сторон — листья дуба, клёна, золотые колосья пшеницы, початки кукурузы. Круг замыкается аббревиатурой слов «Российская Федерация» — буквами «РФ», над которыми изображён национальный стол — анэ — с хлебом и солью. В середине круга — главный герой нартского эпоса Саусрыко на огненном летящем коне. | Автор — Д. М. Меретуков. В нижней части герба между буквами «Р» и «Ф» изображается голова быка (в том числе на иллюстрации в приложении к закону), хотя ни в одном из описаний герба Адыгеи она не упоминается. |
| Герб Республики Алтай                                    | Алтай                                    | 24 апреля 2003                                                                         | 187                                              | Cине-голубой круг, окаймлённый узкой полоской золотистого цвета. На сине-голубом фоне изображены: - в верхней части круга — белая трёхглавая вершина горы Белухи; - в центре — грифон Кан-Кереде с головой и крыльями птицы и туловищем льва. Грифон белого цвета с золотистыми крыльями и такими же пятнами на туловище; грудь, когти и пятна на ногах и кончик хвоста красно-сиреневого цвета, клюв, основания и концы крыльев, пятно на шее — чёрные; - в нижней части круга — бирюзово-изумрудное орнаментальное изображение двух самых больших рек Алтая — Бии и Катуни с их притоками; - между ними золотистый треножник-очаг; - под треножником-очагом — волнистые бирюзово-изумрудные линии, символ Телецкого озера. | Автор — И. Ортонулов. |
| Государственный герб Республики Башкортостан             | Башкирия                                 | 12 октября 1993 (первая версия); 6 июля 1999 (актуальная версия)                       | 164                                              | Изображение памятника Салавату Юлаеву золотистого цвета на фоне восходящего светло-золотистого Солнца и его жёлтых лучей, вписанное в круг, обрамлённый национальным орнаментом золотистого цвета. Ниже изображено зелёное соцветие курая, лента, окрашенная в цвета флага Республики Башкортостан, с надписью по белому полю «Башкортостан». Фон между памятником и орнаментом — белого, внутренняя и наружная окружности — тёмно-золотистого цвета. | Автор — Ф. Ф. Ислахов. |
| Государственный герб Республики Бурятия                  | Бурятия                                  | 20 апреля 1995 (первая версия); 25 августа 1999 (актуальная версия)                    | 989                                              | Сине-бело-жёлтый, цветов флага республики, круг, в верхней части которого находится золотое соёмбо — традиционный символ вечной жизни (солнце, луна, очаг); в центре круга — одинаковой ширины сине-белые полосы — волны Байкала, а также светло-зелёного и тёмно-зелёного фона горные вершины; нижнюю часть круга обрамляет голубая лента «хадак», центральная часть которой является основанием герба. Лента равномерно один раз с каждой стороны нижней части круга обвивает герб, концы её ниспадают по обе стороны герба над его основанием. Все элементы герба помещаются в поле четырёхугольного, заострённого снизу геральдического щита. | Автор рисунка герба — А. Хорёнов. |
| Государственный герб Республики Дагестан                 | Дагестан                                 | 20 октября 1994                                                                        | 990                                              | Круглый геральдический щит белого цвета, в центральной части которого изображён золотой орел. Над ним помещено изображение золотого солнца в виде диска, окаймлённого спиральным орнаментом. У основания щита расположены бело-золотого цвета снежные вершины гор, равнина, море и в картуше — рукопожатие, по обеим сторонам которых проходит зелёная геральдическая лента с надписью белыми буквами: «Республика Дагестан». В верхней половине щит обрамлён золотой полосой, в нижней — двумя орнаментальными кантами: слева -синим, справа — красным. | Авторы: - М. С. Гаджиев; - А. Б. Мусаев; - М. М. Шабанов; - Г. Р. Балиев. |
| Герб Донецкой Народной Республики                        | ДНР                                      | 20 июня 2014                                                                           | —                                                | Белый двуглавый орёл наподобие российского (без корон над головами и лап), на груди которого в красном щитке изображена белая фигура Святого архангела Михаила с жёлтыми нимбом и мечом. | |
| Государственный герб Республики Ингушетия                | Ингушетия                                | 24 июня 1994                                                                           | 106                                              | Круг, в центре которого изображён орёл с распростёртыми крыльями. В центре герба по вертикальной оси на фоне Кавказских гор расположена боевая башня. В левой стороне от башни изображена Столовая гора, в правой — гора Казбек. Над горами и башней изображён полукруг Солнца, находящегося в зените, от которого исходит вниз семь прямых лучей. В нижней части малого круга изображён солярный знак, три одинаковых луча солярного знака, один из которых находится вертикально, располагаются равномерно по его окружности и направлены против движения часовой стрелки. Между большим и малым кругами надпись: вверху — Республика Ингушетия, внизу — «Гӏалгӏай Мохк» (рус. Республика Ингушетия. | Автор — Р. А. Эльдиев. |
| Государственный герб Кабардино-Балкарской Республики     | Кабардино-Балкария                       | 4 августа 1994 (первая версия); 9 марта 1997 (актуальная версия)                       | 147                                              | Золотой (жёлтый) орёл в червлёном (красном) поле щита; глаз орла — лазоревый (синий, голубой). На груди орла — малый пересечённый щит, вверху — изображение серебряной (белой) горы о двух вершинах в лазоревом (синем, голубом) поле, внизу — золотой (жёлтый) трилистник с продолговатыми листами в зелёном поле. Допускается воспроизведение герба без червлёного (красного) геральдического щита, в виде орла с малым щитом на груди. | Авторы — Я. А. Аккизов и Г. С. Паштов. |
| Государственный герб Республики Калмыкия                 | Калмыкия                                 | 30 июля 1993                                                                           | 150                                              | Изображение «улан зала» и «хадак» в круге золотисто-жёлтого цвета в обрамлении национального орнамента «зег» на голубом фоне, в основании которого — лепестки цветка белого лотоса. В верхней части герба — изображение древнего символа Дербен Ойратов — четыре скреплённых между собой круга. | Автор — Б. Б. Эрдниев. |
| Государственный герб Карачаево-Черкесской Республики     | Карачаево-Черкесия                       | 3 февраля 1994 (первая версия); 19 июня 2017 (актуальная версия).                      | 11644                                            | В золотом поле поверх лазоревого (синего, голубого) шара (круга) серебряная гора о двух вершинах (Эльбрус), вписанная по краям, а в оконечности отвлечённая и вогнутая в лазури. Щит окружён лазоревым кольцом, накрытым вверху серебряным безантом с золотой каймой (Солнцем), а внизу золотой чашей (без подставки), и обрамлённым по краям зелёными, окаймлёнными золотом ветвями рододендрона с тремя серебряными цветками на каждой из ветвей. | Автор — У. К.-Г. Мижев. |
| Государственный герб Республики Карелия                  | Карелия                                  | 28 сентября 1993                                                                       | —                                                | Прямоугольный, закруглённый в нижней трети, трижды пересечённый в равных долях цветами государственного флага Республики Карелия щит с изображённым на нём профилем стоящего медведя чёрного цвета. Золотое обрамление щита переходит в стилизованное изображение ели с левой стороны и сосны — с правой. В навершии щита расположена восьмиконечная звезда (сдвоенный крест) золотого цвета. | Автор — Ю. С. Нивин. |
| Государственный герб Республики Коми                     | Коми                                     | 6 июня 1994                                                                            | 153                                              | Исполненное по мотивам пермского звериного стиля изображение золотой хищной птицы, обращённой прямо, помещённой на красном геральдическом щите; на груди птицы — лик женщины в обрамлении шести лосиных голов (без рогов), по три с каждой стороны; все фигуры золотые. Допускается воспроизведение герба без геральдического щита в одноцветном варианте в золотых тонах. | Автор — А. И. Неверов. |
| Государственный герб Республики Крым                     | Крым                                     | 24 сентября 1992                                                                       | —                                                | В червлёном варяжском щите обращённый вправо серебряный грифон, держащий в правой лапе раскрытую серебряную раковину с голубой жемчужиной. Щит увенчан восходящим солнцем и окружён двумя белыми колоннами, соединёнными сине-бело-красной лентой с девизом «Процветание в единстве». | Авторы: - А. В. Мальгин; - В.Трусов; - Г. Голубятников. |
| Государственный герб Луганской Народной Республики       | ЛНР                                      | 2 ноября 2014                                                                          | —                                                | Граненная от углов к центру красная пятиконечная звезда, обрамлённая белой каймой и золотыми лучами. Слева и справа от звезды расположены золотые пшеничные колосья, обвитые стягом в цветах флага республики, по одному цвету флага на каждый виток стяга — голубой, синий, красный соответственно. За пшеничными колосьями расположен венец из дубовых листьев, по девять листьев с каждой стороны. Под звездой расположен стяг в цветах флага республики, на каждой из цветных полос стяга расположены слова — «Луганская», «Народная», «Республика» сверху вниз соответственно. Надпись выполнена золотом шрифтовой гарнитурой с засечками. Над пятиконечной красной звездой расположена восьмиконечная золотая звезда, к которой смыкаются обе группы пшеничных колосьев. | Автор — Т. Коломиец: |
| Государственный герб Республики Марий Эл                 | Марий Эл                                 | 5 марта 2011                                                                           | —                                                | Щит, в серебряном поле которого изображён восстающий червлёный медведь с золотыми когтями, зубами и чёрными с серебром глазами. В правой лапе — обращённый вниз меч, в лазоревых ножнах с золотыми фрагментами, и золотой молот с серебряной рукояткой. В левой лапе — окраённый золотом лазоревый щит с изображением золотого скошенного марийского креста, образованного двумя парами сдвоенных, отвлечённых узких перевязей накрест, на концах дважды гаммированно-загнутых внутрь каждой пары, с ромбом посередине. Гербовый щит увенчан земельной короной с зубцами, стилизованными под марийский орнамент с тремя отдельными ромбами. | Автор — А. Санников. Геральдический совет при президенте РФ данный герб не утвердил и рекомендовал использовать прежнюю версию (щит с золотым полем, в котором изображён червлёный марийский крест), внесённую в ГГР под номером 5000. |
| Государственный герб Республики Мордовия                 | Мордовия                                 | 30 марта 1995                                                                          | —                                                | Изображение геральдического щита маренового (тёмно-красного), белого и тёмно-синего цветов с гербом Саранска в середине, обрамлённого: золотыми колосьями пшеницы, перевитыми лентой маренового, белого и тёмно-синего цветов; нашейной гривной (национальное украшение женщин) цвета золота, на которой семь орнаментов, означающих количество городов республики, заканчивающейся солярным знаком, восьмиконечной розеткой, символом солнца, красного цвета. | Автор — Н. Д. Чикринёв. |
| Государственный герб Республики Северная Осетия — Алания | Северная Осетия                          | 24 ноября 1994                                                                         | 4613                                             | Круглый геральдический щит в червлёном (красном) поле на золотой земле идущий золотой с чёрными пятнами барс; позади него семь серебряных гор (одна, три и три). | Автор — М. Джикаев. Герб восходит к принадлежавшему княжескому роду Мачабели красному знамени с изображением барса на фоне голубых гор, известному по рисунку «Знамя Осетии» Вахушти Багратиони, датированному 1735 годом. |
| Государственный герб Республики Татарстан                | Татарстан                                | 7 февраля 1992                                                                         | 377                                              | Крылатый барс с круглым щитом на боку, с приподнятой правой передней лапой на фоне диска солнца, помещённого в обрамление из татарского народного орнамента, в основании которого надпись «Татарстан», крылья состоят из семи перьев, розетка на щите состоит из восьми лепестков. Солнце — красного (кадмий красный светлый) цвета, барс, его крылья и розетка на щите — белого, обрамление — зелёного (кобальт зелёный светлый), щит, орнамент на обрамлении и надпись «Татарстан» — золотистого цвета. | Барс на гербе восходит к символу Волжской Булгарии. Авторы: - Р. Фахрутдинов; - И. Загитов; - Н. Ханзафаров; - Е. Сагинов. |
| Государственный герб Республики Тыва                     | Тува                                     | 1 ноября 1992 (первая версия); 31 декабря 1996 (актуальная версия)                     | —                                                | На голубом фоне всадник в национальной тувинской одежде, скачущий на лошади навстречу лучам восходящего солнца. В основании герба на традиционной ленте «кадак» белого цвета надпись «Тыва». Всадник, лошадь, солнце и его лучи, надпись «Тыва» выполнены золотым (жёлтым) цветом. Изображение заключено в обрамление пятилепестковой формы с чередованием по контуру полос золотого (жёлтого), белого и золотого (жёлтого) цветов. | Авторы — И. Ч. Салчак и О. И. Лазеев. Геральдический совет при Президенте РФ рекомендовал утвердить доработанный вариант герба (на золотом щите, а также с горами и ледниками вместо надписи «Тыва»), однако проект соответствующего законопроекта парламентом республики был отклонён. |
| Государственный герб Удмуртской Республики               | Удмуртия                                 | 26 апреля 1994                                                                         | —                                                | Круглый щит красно-чёрного цвета с изображённым на нём белым лебедем с раскрытыми крыльями. На груди птицы расположен восьмиконечный солярный знак — оберег красного цвета. Каждая полоса солярного знака завершается двумя симметричными зубцами. Над каждым крылом лебедя расположен солярный знак белого цвета. Окружность щита обрамлена лентой красно-бело-чёрного цвета. В верхней части щита концы ленты не смыкаются, каждый из них завершается двумя симметричными зубцами. В нижней части щита лента образует складку. На красной полосе складки расположена надпись чёрного цвета «Удмурт Республика», на белой — «Удмуртская Республика». | Автор Ю. Н. Лобанов. |
| Государственный герб республики Хакасия                  | Хакасия                                  | 29 мая 2001 (первая версия); 20 декабря 2006 (актуальная версия)                       | 3920                                             | В серебряном поле червлёный (красный) щит амазонок, тонко окаймлённый зеленью и с золотой нитевидной внутренней каймой, обременённый серебряным идущим крылатым барсом настороже, тонко окаймлённым и украшенным золотом и вписанным во внутреннюю кайму. Щит сопровождён вверху золотым, снаружи тонко окаймлённым зеленью солярным знаком — символом Вселенной (в виде безанта, заключённого в два кольца, причём от внешнего кольца отходят четыре косвенных луча) и окружён венком из двух червлёных берёзовых ветвей с зелёной листвой. Внизу венка, в промежутке между ветвями, на зелёной ленте изображён хакасский орнамент, выполненный золотом. | Автор — А. И. Котожеков. |
| Государственный герб Чеченской Республики                | Чечня                                    | 25 февраля 2004 (первая версия); 23 марта 2020 (актуальная версия)                     | 13100                                            | В серебряном поле серебряный же шар с тройной каймой: внешняя кайма узкая — лазоревая, вторая кайма — золотая, обременённая червлёным кольцом чеченского национального орнамента, внутренняя кайма — лазоревая, обременённая двумя золотыми, положенными сообразно кайме со скрещёнными внизу стеблями, пшеничными колосьями, между которыми вверху — золотые полумесяц и девятиконечная звезда; шар обременён посередине червлёным элементом чеченского национального орнамента, по сторонам от которого стоящие на общем лазоревом подножии серебряная, окаймлённая лазурью, с лазоревыми кровлей, окнами и дверью чеченская сторожевая башня и лазоревая буровая вышка, и выше которого — две заснеженные лазурью горные вершины.. | |
| Государственный герб Чувашской Республики                | Чувашия                                  | 29 апреля 1992                                                                         | 207                                              | Золотой окаймлённый вырезной (германской формы) щит, пересечённый на жёлтое (вверху) и пурпуровое (внизу) поля, с находящейся в центре щита пурпуровой древнечувашской эмблемой — «Древо Жизни». Щит, обрамлённый пурпуровой, подложенной золотом девизной лентой с надписью золотыми буквами «Чаваш Республики — Чувашская Республика», завершающейся стилизованным золотом изображением листьев и шишек хмеля, венчает золотая, окаймлённая пурпуром, эмблема «Три солнца». | Автор — Э. М. Юрьев. |
| Государственный герб Республики Саха (Якутия)            | Якутия                                   | 26 декабря 1992                                                                        | 182                                              | Круг, в центре которого расположено изображение древнего всадника со знаменем с наскальных рисунков реки Лены тёмно-красного цвета, на фоне серебристого солнечного диска-щита, помещённого в обрамление тёмно-голубого цвета с белым традиционным национальным орнаментом в виде семи ромбических кристаллообразных фигур и надписями «Республика Саха (Якутия)» и «Саха Ороспyyбyлyкэтэ» (рус. Республика Саха). | Авторы: - А. Н. Осипов; - В. С. Парников; - В. .Н. Игнатьев; - И. А. Потапов. |
| Края                                                     |                                          |                                                                                        |                                                  | | |
| Герб Алтайского края                                     | Алтайский край                           | 1 июня 2000                                                                            | —                                                | Щит французской геральдической формы, основание которого равно восьми девятым высоты, с выступающим в середине нижней части щита остриём. Нижние углы щита закруглены. Щит разделён горизонтальной полосой на две равные части. В верхней половине щита на лазоревом фоне изображена дымящаяся доменная печь XVIII века. В нижней части щита на красном (червлёном) фоне помещено изображение колыванской «Царицы ваз» (яшма с преобладанием зелёного цвета). Щит обрамлён перевитым лазоревой лентой венком из золотых колосьев пшеницы. | Авторы — комиссия под руководством В. А. Скубневского, а также комиссия под руководством Б. В. Ларина (доработка). |
| Герб Забайкальского края                                 | Забайкальский край                       | 17 февраля 2009                                                                        | 5070                                             | В золотом поле четырёхугольного, с закруглёнными нижними углами, заострённого в оконечности щита летящий геральдически влево (вправо от зрителя, стоящего лицом к щиту) повышенный червлёный орёл с серебряными глазами, клювом и лапами, червлёным языком, воздевший и распростёрший крылья и держащий в лапах червлёный лук тетивой вниз и червлёную, с серебряными оперением и наконечником стрелу в пояс. Под сердцем щита — щит исторического герба Забайкальской области, утверждённого 12 апреля 1859 года императором Александром II: «В золотом поле восьмиконечный палисад, червлёный с зеленью, сопровождаемый вверху червлёною буйволовою головою с серебряными глазами и языком». Щит обрамлён червлёной Александровской лентой. | Авторы герба — Л. В. Кулеш и В. И. Кулеш. Герб идентичен гербу ныне упразднённой Читинской области , на базе которой образован современный Забайкальский край. В свою очередь, орёл на гербе взят с государственной печати «Сибирские земли Даурских острогов» 1692 года, а щит с палисадом и головой буйвола являлся гербом Забайкальской области Российской Империи и города Читы.                                                     |
| Герб Камчатского края                                    | Камчатский край                          | 5 марта 2010                                                                           | 714                                              | Четырёхугольный с закруглёнными нижними углами, заострённый в оконечности геральдический щит. На серебряном поле щита по центру изображены три разновеликих вулкана чёрным цветом с посеребрёнными вершинами, с выходящим из каждой вершины червлёным пламенем в окружении серебряного дыма. За вулканами в верхней части щита червлением по серебру изображено восходящее солнце. Вокруг солнца — национальный орнамент, состоящий из червлёных и лазурных треугольников, обведённых серебряным кантом. Червлёные треугольники расположены на внутренней стороне орнамента и обращены вершинами наружу. Лазурные треугольники — на внешней стороне орнамента и обращены вершинами внутрь. Нижняя треть щита лазурная, отделена от изображения вулканов серебряной волной. Допускается воспроизведение герба без геральдического щита. | Автор — И. Царьков. Изображение трёх вулканов восходит к гербу Камчатской области Российской Империи, утверждённому 22 июня 1851 года. Кроме того, до преобразования в Камчатский Край схожий герб имела Камчатская область Российской Федерации. |
| Герб Краснодарского края                                 | Краснодарский край                       | 5 мая 1995 (первая версия); 28 июня 2004 (актуальная версия)                           | 1502                                             | В зелёном щите золотая зубчатая стена, мурованная чёрным, с двумя такими же круглыми башнями и открытыми воротами. Между башен из-за стены выходят золотой пернач и по сторонам от него два серебряных бунчука с золотыми остриями и на золотых древках. В золотой главе щита возникающий Российский императорский орёл (чёрный двуглавый, с золотыми клювами и червлёными (красными) языками), увенчанный натуральными императорскими коронами, из которых средняя больше и имеет лазоревые (синие, голубые) ленты, несущий на груди Кавказский крест (крест с мечами «За службу на Кавказе»). Щит увенчан княжеской короной (шапкой), подложенной червленью. За щитом лазоревый (голубой) штандарт с золотым коронованным вензелем императора Александра II, окружённым лавровым венком; в навершии штандарта — венок и над ним Российский императорский орел. По сторонам за щитом накрест положены четыре лазоревых знамени с золотым изображением коронованных вензелей императрицы Екатерины II и императоров Павла I, Александра I и Николая I, окружённых такими же дубово-лавровыми венками. Древки штандарта и знамён лазоревые, навершия, кисти на шнурах и бахрома штандарта, знамён и подтоки золотые. Древки штандарта и знамён перевиты двумя лентами орденов Ленина, соединёнными под щитом бантом. | Герб основан на историческом гербе Кубанской области Российской Империи, утверждённом 31 января 1874 года. |
| Герб Красноярского края                                  | Красноярский край                        | 12 февраля 1999                                                                        | —                                                | В червлёном поле поверх лазоревого, смещённого вправо и тонко окаймлённого золотом столба, — золотой лев, держащий в правой передней лапе золотую лопату, а в левой — золотой серп. Щит увенчан пьедесталом с орденскими лентами (ордена Ленина и ордена Октябрьской Революции), окружён золотыми дубовыми листьями и кедровыми ветками, соединёнными голубой лентой. | Автор — В. Григорьев. Герб восходит к историческому гербу Енисейской губернии Российской империи, утверждённому 5 июля 1878 года. |
| Герб Пермского края                                      | Пермский край                            | 3 октября 2007                                                                         | 3718                                             | Серебряный медведь, идущий вправо, помещённый на червлёном (красном) геральдическом щите; на его спине Евангелие в золотом окладе с изображением восьмиконечного креста. Евангелие увенчано серебряным уширенным, вогнутым на концах крестом. Щит увенчан княжеской короной. | Изображение медведя, несущего на спине Евангелие, восходит к эмблеме Пермской земли из Титулярника царя Алексея Михайловича 1672 года. Современный герб края идентичен гербу ныне упразднённой Пермской области |
| Герб Приморского края                                    | Приморский край                          | 22 февраля 1995                                                                        | 326                                              | В зелёном поле щита — включённый синий Андреевский крест, в оконечности щита поверх креста — золотое изображение идущего уссурийского тигра. | Авторы: - В. С. Баженов; - В. Аникеев; - В. И. Кандыба; - В. А. Обертас; - Г. В. Приходько; - К. И. Щебеко; |
| Герб Ставропольского края                                | Ставропольский край                      | 29 декабря 1994                                                                        | —                                                | Лазоревый гербовый щит (четырёхугольный, с закруглёнными нижними углами, заострённый в оконечности), пересечённый на голубое и синее поля. Поверх линии сечения в голубом поле серебряная гора, на вершине которой золотая зубчатая крепостная стена, к открытым воротам которой ведёт белая дорога. Над воротным проёмом замко́вый камень в форме правильного пятиугольника. Ниже линии сечения в синем поле золотая карта, обременённая справа белым крестом с отходящими в стороны серебряными лучами, обозначающими сорок пятую параллель северной широты. Дополнительным элементом герба Ставропольского края является обрамление в виде золотого венка из листьев дуба и пшеничных колосьев. Венок переплетён лентой с цветовой гаммой Государственного флага Российской Федерации. Обрамление венчает изображение двуглавого орла. Допускается воспроизведение герба Ставропольского края без обрамления, а также с обрамлением, в том числе на дополнительном белом щите (четырёхугольном, с закруглёнными нижними углами, заострённом в оконечности). | Изображение крепостной стены на серебряной горе восходит к гербу Ставропольской губернии Российской Империи, утверждённому 5 июля 1878 года. |
| Герб Хабаровского края                                   | Хабаровский край                         | 28 июля 1994 (первая версия); 26 октября 2016 (актуальная версия)                      | 11078                                            | В серебряном поле сидящий прямо, обернувшийся вправо чёрный медведь с червлёными (красными) глазами и языком, серебряными зубами, когтями и подпалиной на груди, держащий в передних лапах перед собой золотой щит, на котором лазоревый (синий, голубой) опрокинутый вилообразный крест, сопровождаемый внизу червлёной рыбой. Допускается воспроизведение без серебряного геральдического щита | Автор — С. Н. Логинов. Изображённый на гербе уссурийский медведь бережно удерживает (прижимает к груди) малый герб города Хабаровска, утверждённый 1 февраля 1912 года. |
| Области                                                  |                                          |                                                                                        |                                                  | | |
| Герб Амурской области                                    | Амурская область                         | 16 апреля 1999 (первая версия); 4 марта 2009 (актуальная версия)                       | 4007                                             | Зелёный геральдический щит с серебряным волнистым поясом, сопровождаемым во главе щита тремя золотыми о восьми лучах звёздами. Щит увенчан древней царской короной и окружён лентой ордена Ленина. Воспроизведение герба области допускается без ленты ордена Ленина (в виде щита, увенчанного короной), а также без короны и ленты ордена Ленина (в виде щита). | При проведении мероприятий, связанных с историей области, допускается использование исторического герба Амурской области Российской Империи, утверждённого в 1878 году (такой же, но щит окружён не лентой ордена Ленина, а золотыми дубовыми листьями, соединёнными Александровской лентой). |
| Герб Архангельской области                               | Архангельская область                    | 15 июля 2003 (первая версия); 26 апреля 2005 (актуальная версия)                       | 1215 (регистрация аннулирована)                  | Четырёхугольный, с закруглёнными нижними углами, заострённый в оконечности золотой щит. В золотом щите — Святой Архистратиг Михаил в лазоревых (синих, голубых) доспехах и в червлёных (красных) сапогах, держащий червлёный пламенеющий меч остриём книзу и лазоревый щит, который украшен золотым крестом (сообразно щиту) и имеет лазоревую кайму, и попирающий чёрного опрокинутого головой влево ангела тьмы. Щит увенчан императорской короной и окружён золотыми дубовыми листьями, соединёнными Андреевской лентой. Допускается допускается использование герба без почётных элементов, окружающим щит: золотых дубовых листьев, соединённых Андреевской лентой, и венчающей щит императорской короны. | Изображение попирающего дьявола архангела с огненным мечом восходит к разработанному Ф. М. Санти гербу Архангельска и Архангельской губернии XVIII века. После дополнения герба обрамлением, не соответствующим методическим рекомендациям Геральдического совета, регистрация герба в Государственном геральдическом регистре была аннулирована.                                                                                        |
| Герб Астраханской области                                | Астраханская область                     | 19 декабря 2001                                                                        | 1212                                             | Четырёхугольный, с закруглёнными нижними углами, заострённый в оконечности геральдический щит. В голубом поле щита — золотая корона, состоящая из обруча с тремя видимыми листовидными зубцами и золотой митры, скреплённой пятью видимыми дугами украшенными жемчугом и с зелёной подкладкой. Митра увенчана золотым шариком с крестом. Под короной серебряный с золотой рукоятью восточный меч остриём вправо. Щит увенчан царским венцом — Астраханской шапкой. | Изображение короны над саблей восходит к государевой печати царя Алексея Михайловича 1626 года. |
| Герб Белгородской области                                | Белгородская область                     | 15 февраля 1996                                                                        | 100                                              | В лазоревом (синем, голубом) поле чёрный орёл с серебряными глазами и золотым клювом, языком и когтями над лежащим на зелёной земле золотым львом с серебряными глазами, зубами, когтями и с червлёным (красным) языком. | Изображение льва и орла над ним восходит к рисунку на знамёнах Белгородского пехотного полка, на основе которого был создан герб Белгородской губернии 1730 года. |
| Герб Брянской области                                    | Брянская область                         | 20 ноября 1998                                                                         | —                                                | Французский щит синего цвета, в нижней части которого из одной точки расходятся три золотых луча, делящие щит на три части. В верхней большей части щита расположено изображение золотой ели с трёхъярусной кроной. В центральной части ели изображён герб города Брянска. В парадном варианте герб окаймлён дубовым венком, в верхнем разрыве которого изображён серп и молот. Венок переплетён орденскими лентами: правая сторона — лентой ордена Ленина, левая сторона — лентой медали «Партизан Великой Отечественной войны». | Авторы — Ю. Е. Лодкин и А. Зуенко. |
| Герб Владимирской области                                | Владимирская область                     | 20 января 1999                                                                         | —                                                | Золотой львиный леопард, в железной, украшенной золотом и цветными камнями короне, держащий в правой лапе длинный серебряный крест в червлёном поле. Щит увенчан короной и окружён золотыми дубовыми листьями, соединёнными Андреевской лентой. | Изображение льва с крестом восходит к эмблеме Владимира из Титулярника царя Алексея Михайловича 1672 года. Современный герб области воспроизводит герб Владимирской губернии 1856 года. |
| Герб Волгоградской области                               | Волгоградская область                    | 18 сентября 2000                                                                       | —                                                | Червлёный щит пересечён ближе к основанию двухчастным лазуревым поясом с серебряной каймой. В поле щита — серебряная фигура статуи Матери-Родины. Щит увенчан клейнодом: на трёхцветном бурелете (лазурь, червлень, серебро) три цветка тюльпана и шесть цветков василька (червлень и лазурь попеременно). Щит обрамлён венком из лавровых ветвей и пшеничных колосьев натуральных тинктур, перевитым снизу червлёной лентой с надписью золотыми литерами: «волгоградская область». Между концами венка — золотая пятилучевая звезда. Помимо описанной выше парадной формы предусмотрена и основная форма герба — в виде щита с лазуревым поясом и изображением скульптуры Родины-матери, без обрамления | Авторы — Ю. М. Курасов и А. В. Швец. |
| Герб Вологодской области                                 | Вологодская область                      | 11 октября 1995                                                                        | 101                                              | В червлёном (красном) поле выходящая из серебряных облаков десница (правая рука) в золотом одеянии, держащая золотую, украшенную драгоценными камнями державу, и позади неё серебряный меч с золотым эфесом, положенный в перевязь; во главе щита — золотая Российская Императорская корона, как она изображалась в губернских гербах, с развевающимися лазоревыми (синими, голубыми) лентами. | Изображение на гербе восходит к эмблеме на военных знамёнах 1712 года. |
| Герб Воронежской области                                 | Воронежская область                      | 29 июля 1998                                                                           | 2005                                             | В червлёном поле — выходящая справа сложенная из золотых крупных камней гора, на склоне которой — опрокинутый серебряный кувшин, изливающий серебряную воду. Щит увенчан золотой императорской короной. Щитодержатели — серебряные воздевшие крылья и простирающие их от щита орлы с червлёными языками, золотыми лапами и клювами. Подножие — положенные накрест два золотых пушечных ствола, из жерл которых исходит червлёное, окружённое серебряным дымом пламя. Снизу и по сторонам пушечные стволы окружены двумя золотыми дубовыми ветвями, соединёнными черенками накрест под центром щита и расходящимися вниз и в стороны, и обвиты двумя лентами ордена Ленина. Устанавливается три равнодопустимые версии герба: полный; средний (коронованный гербовый щит); малый (гербовый щит). | Авторы: - К. Ф. Мочёнов; - Ю. Коржик; - М. Медведев; - Р. И. Маланичев; - О. Афанасьева. Изображение опрокинутого сосуда восходит к историческому гербу Воронежа, утверждённому 21 сентября 1781 года. |
| Герб Запорожской области                                 | Запорожская область                      | 24 августа 2022 (первая версия); 28 июня 2023 (актуальная версия)                      | —                                                | Щит пересечён: в зеленом — два скрещенных опрокинутых кремнёвых ружья начала XVIII века с золотыми ложами и прикладами, серебряными стволами, замками, отделкой и штыками; в червлени — серебряный лук в пояс с тетивой вверх и, поверх него, три скрещенных опрокинутых серебряных стрелы. | Аналогичен гербу, с 2022 года использовавшемуся оккупационной Военно-гражданской администрацией Запорожской области, который, в свою очередь, был идентичен историческому гербу Александровска, утверждённому в 1811 году. |
| Герб Ивановской области                                  | Ивановская область                       | 31 декабря 1997                                                                        | 286                                              | Щит, рассечённый червенью и лазурью, в оконечности три узких волнистых серебряных пояса. На правом червлёном поле — золотой челнок с серебряной сердцевиной, на левом лазуревом — серебряный факел. Щит увенчан железной короной. Щитодержатели: справа — золотой лев, слева — золотой орел. Постаментом является венок из зелёных стеблей и листьев с лазуревыми цветками льна и коробочками хлопчатника, перевитыми червлёно-лазурной лентой с серебряной полоской. | Авторы: - А. И. Жестарев; - А. А. Корников; - С. А. Приказчиков; - В. П. Терентьев. |
| Герб Иркутской области                                   | Иркутская область                        | 16 июля 1997 (первая версия); 8 июня 2011 (актуальная версия)                          | 192                                              | В серебряном поле бегущий чёрный бабр с червлёными глазами, держащий в пасти червлёного соболя. Бабр изображается обращённым геральдически вправо (влево от зрителя), с двумя передними лапами, поднятыми в беге | Изображение бабра восходит к гербу Иркутска, утверждённому в 1790 году. Современный герб области идентичен историческому рисунку на щите герба Иркутской губернии, утверждённого 5 июля 1878 года. |
| Герб Калининградской области                             | Калининградская область                  | 8 июня 2006                                                                            | 4595                                             | В червлёном поле на волнистой лазоревой оконечности, обременённой пятью золотыми безантами в ряд, серебряный, мурованный чёрным, за́мок белого цвета с зубчатой стеной, со сквозной аркой ворот и с двумя зубчатыми башнями по краям, сопровождаемый во главе золотым вензелем императрицы Елизаветы Петровны. Щит увенчан янтарной короной особого вида (золотым венцом с обручем, украшенным янтарём, с девятью видимыми зубцами, из которых средний и крайние листовидные, перемежающиеся тремя меньшими, из которых средние больше, и завершены тремя соединёнными янтарными шарами, а меньшие завершены одним таким же шаром) и окружён лентой ордена Ленина. Допускается три равнозначных варианта воспроизведения герба: в виде щита с короной и орденской лентой; щита с короной; щита без короны и ленты. | Авторы: - А. Цветков; - Н. Уколов; - А. Фемин. |
| Герб Калужской области                                   | Калужская область                        | 6 июня 1996                                                                            | —                                                | Зелёный щит с серебряным волнообразным поясом, увенчанным исторической императорской короной. Щит увенчан второй короной большего размера, символизировавшей в XIX веке статус губернии, и окружён золотыми дубовыми листьями, соединёнными Андреевской лентой. | Изображение короны над серебряном волнообразным поясом восходит к гербу Калуги 1777 года. Современный герб области идентичен историческому гербу Калужской губернии, утверждённому 5 июля 1878 года. |
| Герб Кемеровской области — Кузбасса                      | Кемеровская область — Кузбасс            | 7 июня 2002                                                                            | 12965                                            | В червлёном поле на включённой зелёной оконечности — чёрная пирамида, уходящая за края по сторонам и обременённая золотыми киркой и молотом накрест поверх трёх золотых же хлебных колосьев, стебли которых (не имеющие листьев) внизу простираются в оконечность. Поверх вершины пирамиды положена золотая звезда о пяти лучах, из которых верхний касается границы щита, а два нижних продлены поверх склонов пирамиды до краёв. Щит увенчан золотой земельной короной и окружён двумя лентами ордена Ленина. Устанавливается три равнодопустимые версии герба: полная; сокращённая (коронованный гербовый щит); гербовый щит | Автор — Ю. Росич; геральдическая доработка: Ю. Фрейман, К. Мочёнов, О. Френкель и А. Гарсия. |
| Герб Кировской области                                   | Кировская область                        | 29 августа 1995                                                                        | 190                                              | В золотом поле выходящая из лазоревых облаков рука в червлёной одежде, держащая червлёный натянутый лук с червлёной стрелой. В верхнем геральдически правом (левом от зрителя) углу щита — червлёный лапчатый крест с шарами на концах. | Изображение лука с натянутой тетивой восходит к печати Ивана Грозного; рука, выходящая из облака и натягивающая тетиву, с крестом в вольной части, в впервые появилась в качестве эмблемы Вятки в Титулярнике царя Алексея Михайловича 1672 года. |
| Герб Костромской области                                 | Костромская область                      | 21 января 1999 (первая версия); 28 апреля 2006 (актуальная версия)                     | 104 (версия 1999 года); 2206 (версия 2006 года)  | В лазоревом (синем, голубом) поле на серебряной волнистой оконечности золотой корабль, украшенный на носовой части орлиной головой, имеющей червлёные (красные) глаза и язык, и крыльями, с семью гребцами, с вымпелом на корма, с парусом и флагом, на котором — российский орёл времён Александра II (чёрный двуглавый орёл с золотыми клювами и лапами и червлёными (красными) языками, коронованный двумя малыми Императорскими коронами и сопровождённый во главе одной большой Императорской короной с лазоревыми (синими, голубыми) лентами, имеющий в лапах российский скипетр и державу; в серддевом щитке — московский герб). Щит увенчан золотой (без цветных элементов) российской Императорской короной. Щитодержатели — золотые грифоны с львиными передними лапами и гребнями вместо грив, с червлёными (красными) глазами и языками; подножие — золотое узорное. Подножие дополнено лентой ордена Ленина. Устанавливаются три равно допустимые версии воспроизведения герба области: полный герб; средний герб — коронованный щит без щитодержателей, подножия и ленты ордена Ленина; малый герб — только гербовый щит. | Изображение корабля с орлиной головой и крыльями восходит к гербу Костромской губернии, утверждённому 5 июля 1878 года. |
| Герб Курганской области                                  | Курганская область                       | 1 декабря 1997 (первая версия, без внешних украшений); 13 мая 1998 (актуальная версия) | 221 (регистрация аннулирована)                   | Зелёный геральдический щит, в поле которого — два отвлечённых серебряных кургана (холма), из которых левый — меньше и возникает из-за правого; в серебряной стеннозубчатой, с пятью мерлоновыми зубцами и четырьмя проёмами, оконечности — бегущая лазоревая (синяя, голубая) куница с золотыми мордой и грудью. Внешним украшением герба Курганской области является золотой венок из двух дубовых ветвей, перевитый лазоревой (синей, голубой) Андреевской лентой. Предусмотрен малый вариант герба — без внешних украшений. | Автор — Д. Иванов. После изменений, внесённых в герб в 1998 году (добавлен дубовый венок с Андреевской лентой), регистрация герба в Государственном геральдическом регистре была анналирована. |
| Герб Курской области                                     | Курская область                          | 17 декабря 1996                                                                        | —                                                | В серебряном щите, увенчанном короной, лазурная перевязь с тремя летящими серебряными куропатками. Щит обрамлён золотыми дубовыми листьями, перевитыми голубой лентой. В верхней части герба корона и дубовые листья соединены лентами красного цвета. | Изображение на щите восходит к гербу Курска, утверждённому 8 января 1780; современный герб области аналогичен гербу Курской губернии, утверждённому 5 июля 1878 года. |
| Герб Ленинградской области                               | Ленинградская область                    | 31 декабря 1997                                                                        | 435                                              | В лазоревом (синем, голубом) поле накрест серебряный якорь и поверх него — золотой ключ ушком вверх; в червлённой (красной) главе щита серебряная зубчатая мурованная стена. | Автор — В. И. Евланов. |
| Герб Липецкой области                                    | Липецкая область                         | 10 июля 2003                                                                           | 1210                                             | В червлёном (красном) поле на пяти зелёных холмах (три и два) золотая липа. Щит увенчан золотой земельной короной и окружён лентой ордена Ленина. Устанавливаются три равнодопустимые версии герба области: полная, сокращённая (коронованный гербовый щит) и гербовый щит без дополнительных элементов. | Авторы: - М. Медведев; - К. Мочёнов; - Б. Шальнев; - Ю. Коржик; - Г. Туник. |
| Герб Магаданской области                                 | Магаданская область                      | 28 декабря 2001                                                                        | —                                                | Геральдический щит французской формы, разделённый на три части. Верхняя часть красная (червлёная), нижняя горизонтальная часть поделена по вертикали на две равные части. Герб обрамлён золотой рамкой. В верхнем красном поле находится изображение трёх расположенных в пирамидальной форме слитков, два нижних из которых — золотые и верхний — серебряный. За слитками расположены перекрещивающиеся золотые геологический молоток и кирка на серебряных ручках. В правой нижней части находится изображение трёх золотых рыб на тёмно-синем фоне. В левой нижней части герба голубого цвета расположено серебряное изображение плотины гидроэлектростанции с прилегающей к ней на заднем плане опорой линии высоковольтных электропередач; выше изображён серебряный летящий самолёт. По центру, объединяющем все три поля, находится изображение розы ветров жёлтого (золотого) цвета. | |
| Герб Московской области                                  | Московская область                       | 9 марта 1999                                                                           | 776                                              | В червлёном (красном) поле святой Георгий Победоносец в серебряном вооружении (латах, шлеме и сапогах) и лазоревом (синем, голубом) плаще, сидящий в пурпурном, с золотой бахромой седле на серебряном скачущем коне, поражающий золотым копьём, увенчанным золотым восьмиконечным крестом, золотого крылатого змия (дракона о четырёх лапах) с зелёными крыльями. Гербовый щит увенчан золотой Императорской короной и дополнен лентами трёх орденов Ленина. Помимо описанной выше полной формы герба предусматриваются равнодопустимые версии в виде коронованного щита и гербового щита без дополнительных элементов. | Изображение святого Георгия, поражающего копьём змия, восходит к исторической символике Московского княжества. Современный герб области аналогичен использовавшемуся в XIX веке гербу Московской губернии, разработанному Б. В. Кёне. |
| Герб Мурманской области                                  | Мурманская область                       | 1 июля 2004                                                                            | 1500                                             | На геральдическом щите в червлёном (красном) поле под лазоревой (синей, голубой) главой — золотой морской якорь (без острия) поверх сложенных накрест серебряных кирки и меча рукоятью вверх; глава обременена золотым северным сиянием в виде золотых лучей, расходящихся вверх от тройной дуги.. | Автор — П. Абарин. |
| Герб Нижегородской области                               | Нижегородская область                    | 10 сентября 1996                                                                       | —                                                | Помещённое на геральдическом щите изображение идущего в серебряном поле червлёного оленя, имеющего рога с шестью отростками и чёрные копыта; геральдический щит увенчан исторический российской короной и обрамлён золотыми дубовыми листьями, соединёнными исторической андреевской лентой. | Изображение оленя как эмблемы Нижегородской земли восходит к Большой печати Ивана Грозного. Современный герб области основан на историческом гербе Нижегородской губернии. |
| Герб Новгородской области                                | Новгородская область                     | 9 октября 1995                                                                         | —                                                | Щит, увенчанный Императорской короной и окружённый дубовыми листьями, соединёнными Андреевской лентой. На щите изображены два медведя, поддерживающие кресло на постаменте, украшенное скипетром, крестом и трёхсвечником и поставленное над двумя рыбами. | Изображение трона и медведей в качестве эмблемы Новгорода восходит ко временам Ивана Грозного и использовалось, в частности, в Большой государственной печати. Современный герб области воспроизводит исторический герб Новгородской губернии. |
| Герб Новосибирской области                               | Новосибирская область                    | 5 июня 2003                                                                            | 1214                                             | Геральдический щит, в серебряном (белом) поле которого лазоревый (синий, голубой) столб и поверх него два обращённых друг к другу чёрных соболя с червлёными (красными) языками, серебряными (белыми) внутренними сторонами ушей, носами, горлами и когтями, держащих передними лапами золотой каравай с солонкой, сопровождённые в оконечности чёрным нитевидным поясом, переменяющим на столбе цвет на серебряный (белый). Допускается воспроизведение герба без геральдического щита. | Автор — Г. В. Кужелев. |
| Герб Омской области                                      | Омская область                           | 29 мая 2003 (первая версия); 28 апреля 2020 (актуальная версия)                        | 12832                                            | В червлёном поле серебряный крест, обременённый узким волнистым лазоревым столбом, поверх которого в средокрестии — червлёным контуром крепость о пяти бастионах, одним бастионом вверх. Щит увенчан древней царской короной и окружён лентой ордена Ленина. Устанавливаются три равнодопустимые версии герба: средний герб с короной и лентой; малый герб с короной; гербовый щит без дополнительных элементов. | От версии 2003 года действующий герб отличается цветами, отсутствием изображения Тарских ворот, а также иными дополнительными элементами. |
| Герб Оренбургской области                                | Оренбургская область                     | 23 декабря 1996 (первая версия); 12 сентября 1997 (актуальная версия)                  | —                                                | В червлёном (красном) поле два золотых знамени, сопровождённые вверху украшенным на концах греко-российским крестом (с одной перекладиной в пояс и одной перекладиной в перевязь), а внизу золотым полумесяцем, повёрнутым рогами вверх и вправо; на полотнище каждого знамени российский орёл образца 1856 года; в серебряной главе щита — бегущая лазоревая (синяя, голубая) куница с червлёными глазами и языком. | Герб области воспроизводит исторический герб Оренбургской губернии, утверждённый 12 октября 1867 года, за исключением полумесяца, который в современной версии повёрнут вверх, а не вниз. |
| Герб Орловской области                                   | Орловская область                        | 31 июля 2002 (первая версия); 3 июля 2012 (актуальная версия)                          | 1056                                             | Гербовый щит, в лазоревом поле которого на зелёной оконечности — серебряная крепость (в виде трёх башен, соединённых стенами; средняя из башен выше и имеет открытые ворота в цвет поля), увенчанная золотым двуглавым орлом под тремя золотыми императорскими коронами, из которых средняя имеет лазоревые ленты; оконечность обременена серебряной раскрытой книгой между двух расходящихся золотых пучков колосьев. Гербовый щит увенчан земельной золотой короной о семи видимых листовидных зубцах и окружён лентой ордена Ленина. Устанавливаются три равнодопустимые версии герба: полный герб с короной и лентой; коронованный гербовый щит; гербовый щит без дополнительных элементов. | Изображение крепости с двуглавым орлом восходит к историческому гербу Орловской губернии, утверждённому 5 июля 1878 года, который, в свою очередь, основан на гербе Орла |
| Герб Пензенской области                                  | Пензенская область                       | 25 декабря 1998 (первая версия); 20 мая 2008 (актуальная версия)                       | 3607 (версия 2006 года); 4024 (версия 2008 года) | На зелёном геральдическом щите трёх золотых снопов, перевитых червлёными лентами, один подле другого. Щит увенчан золотой российской Императорской короной и окружён лентой ордена Ленина. Устанавливаются три равнодопустимые версии герба: полный герб с короной и лентой; коронованный гербовый щит; гербовый щит без дополнительных элементов | Герб области аналогичен историческому гербу Пензенской губернии, утверждённому 5 июля 1878 года, который, в свою очередь, основан на гербе Пензы. |
| Герб Псковской области                                   | Псковская область                        | 27 февраля 1995 (первая версия); 28 декабря 2018 (актуальная версия)                   | 12152                                            | Гербовый щит с короной и девизной лентой. В лазоревом поле вверху — вниз из облаков благословляющая правая длань (десница) телесного цвета; внизу — идущий по зелёной земле барс с теневой (золотой) окраской пятен, серебряной грудью, червлёным языком, серебряными когтями и зубами. Щит увенчан территориальной короной особого вида. Девиз «потягнемъ за отечество» начертан золотыми литерами на лазоревой ленте. Помимо описанной выше полной формы законом о гербе допускается использование сокращённых версий герба: гербового щита с короной и гербового щита без дополнительных элементов. | Изображение барса в качестве эмблемы использовалось на псковских печатях ещё до присоединения к Московскому государству. Современный герб области аналогичен историческому гербу Псковской губернии, использовавшемуся в XIX веке, который, в свою очередь, основан на гербе Пскова. |
| Герб Ростовской области                                  | Ростовская область                       | 28 октября 1996 (первая версия); 5 декабря 1997 (актуальная версия)                    | 214                                              | Геральдический щит, в лазоревом (голубом) поле которого — серебряный столб с поставленной на лазоревый волнистый пояс червлёной (красной) крепостной стеной о трёх башнях, из которых средняя выше; в оконечности — золотой колос, накрывающий лазоревый волнистый пояс. Столб сопровождён историческими донскими регалиями: справа серебряным перначом поверх серебряных бобылева хвоста и насеки накрест; слева — серебряной булавой поверх таковых же насеки с орлом и бунчука накрест. Щитодержатель — возникающий над щитом чёрный двуглавый орёл с золотыми клювами и червлёными языками, имеющей на каждой из голов Российскую императорскую корону и увенчанный посередине большой Российской короной с лазоревыми лентами. За щитом четыре сложенных накрест Флага Ростовской области на золотых знамённых древках с копейными наконечниками, шнурами и кистями. Знаменные древки перевиты лентой ордена Ленина. | Герб области аналогичен историческому гербу Области Войска Донского, утверждённому 5 июля 1878 года. |
| Герб Рязанской области                                   | Рязанская область                        | 6 августа 1997 (первая версия); 24 июня 1998 (актуальная версия)                       | 195 (малый); 300 (полный)                        | В золотом поле князь в зелёной, украшенной золотом и опушённой чёрным собольим мехом шапке и в зелёном одеянии, с накинутою на плечах червлёной красной) епанчей и в червлёных сапогах, держит в правой руке серебряный меч, в левой — чёрные, украшенные золотом ножны; кафтан и епанча имеют чёрную соболью опушку и золотые застёжки. Щитодержатели — выходящие из-за щита серебряные, с золотыми гривами, чёрными копытами и червлёными языками кони на подножии в виде склонённых золотых хлебных колосьев. Щит окружён червлёной, имеющей тонкие — обычную и внутреннюю — золотые каймы орденской лентой, а также покрыт червлёной, подбитой горностаем мантией, с золотой бахромой, шнурами и кистями. Герб увенчан великокняжеской шапкой (короной) особого вида. Помимо описанной выше полной версии герб имеет основную сокращённую версию (без княжеской мантии) и допустимые сокращённые версии (без некоторых других или без всех дополнительных элементов, окружающих гербовый щит). | Изображение князя восходит к эмблеме Рязани из Титулярника царя Алексея Михайловича 1672 года. |
| Герб Самарской области                                   | Самарская область                        | 13 октября 1998                                                                        | —                                                | Изображение серебряного дикого козла, обращённого в левую сторону от зрителя, с золотыми рогами, червлёными (тёмно-красными) глазами и языком и чёрными копытами, помещённое на геральдический щит французской формы лазоревого цвета. Щит увенчан императорской короной и окружён золотыми дубовыми ветвями, обвитыми Андреевской лентой. Допускается воспроизведение герба в виде геральдического щита без дополнительных элементов. | Герб области воспроизводит утверждённый 5 июля 1878 года герб Самарской губернии, который, в свою очередь, основан на гербе Самары 1780 года. |
| Герб Саратовской области                                 | Саратовская область                      | 5 сентября 1996 (первая версия); 23 мая 2001 (актуальная версия)                       | 850                                              | Лазоревый (синий, голубой) щит с тремя серебряными стерлядями, сходящимися в вилообразный крест, увенчанный золотой земельной короной, подбитой лазурью (с пятью видимыми острыми зубцами, из которых три — на передней стороне обруча, два — на задней стороне). | Авторы рисунка — В. Н. Ионов, Ю. А. Сафронов и С. К. Тимошин. Изображение трёх серебряных стерлядей в виде вилообразного креста восходит к историческому гербу Саратова, утверждённому Екатериной II 23 августа 1781 года. |
| Герб Сахалинской области                                 | Сахалинская область                      | 25 апреля 1997 (первая версия); 17 марта 2011 (актуальная версия)                      | 157                                              | В серебряном щите лазоревого (синего) столба, обременённого золотым, обращённым влево русским казачьим кочем XVII века, плывущим по серебряным волнам, и сопровождаемого с каждой из сторон чёрной сопкой — вулканом с одним червлёным (красным) языком пламени, выходящим из жерла. | Герб основан на историческом гербе Приморской области Российской Империи 1878 года. |
| Герб Свердловской области                                | Свердловская область                     | 14 апреля 1997 (первая версия)                                                         | 1850                                             | Червлёный щит с серебряным восстающим соболем, держащим передними лапами золотую стрелу, положенную в столб оперением вверх. Щит увенчан золотой императорской короной. Щит поддерживают золотые грифоны, держащие поставленные в столб по сторонам щита знамёна в цвет флага Свердловской области с золотыми древками, бахромой, навершиями и подтоками, стоящие на подножии из золотых кедровых ветвей, перевитых червлёной лентой с золотыми каймами, на которой серебряными буквами начертан девиз «опорный край державы». Помимо описанного выше полного герба области предусмотрен также малый герб в виде коронованного гералдического щита. | Изображение соболя, держащего стрелу основан на гербе Верхотурья, разработанному Ф. М. Санти в 1724—1725 годах на основе печати верхотурского воеводы 1689 года.. |
| Герб Смоленской области                                  | Смоленская область                       | 10 декабря 1998 (первая версия); 12 ноября 2003 (актуальная версия)                    | 433                                              | В серебряном щите на чёрной пушке с золотым лафетом — золотая птица Гамаюн с крыльями и хвостом, украшенными червленью (красным цветом) и зеленью. Щит увенчан исторической земельной (великокняжеской образца 1730 года) шапкой и окружён лентой ордена Ленина. Девиз «несгибаемый дух всё превозможет» начертан чёрными литерами на серебряной ленте, переплетённой со скрещёнными зелёной с золотыми желудями ветвью дуба (справа) и зелёным стеблем льна (слева) с лазоревыми (голубыми, синими) имеющими золотую (жёлтую) середину цветками. Допускается воспроизведение герба в сокращённой версии — без дополнительных элементов. | Автор — Г. В. Ражнёв. Изображение пушки с сидящей на ней райской птицей восходит к историческому гербу Смоленска, утверждённому 10 октября 1780 года. |
| Герб Тамбовской области                                  | Тамбовская область                       | 27 марта 2003                                                                          | 1216                                             | В лазоревом поле серебряный улей, сопровождаемый во главе щита тремя такими же пчёлами. Щит увенчан традиционной земельной короной и окружён лентой ордена Ленина. Допускается воспроизведение сокращённой версии герба без короны и орденской ленты. | Авторы: - К. Ф. Мочёнов; - Ю. Коржик; - Р. И. Маланичев; - Г. Туник. Изображение улья с пчёлами восходит к историческому гербу Тамбова, утверждённому в 1730 году. |
| Герб Тверской области                                    | Тверская область                         | 28 ноября 1996                                                                         | 159                                              | В червлёном (красном) щите на золотом двухступенчатом подножии (ступени) такого же цвета трон (княжеский стол) без подлокотников с высокой спинкой; на сидении на зелёной с золотыми украшениями и кистями подушке — шапка Мономаха. В отдельных случаях допускается использование основных элементов герба — трона (княжеского стола) и шапки Мономаха или подушки с лежащей на ней шапкой Мономаха. | Изображение трона под короной восходит к эмблеме Тверского княжества из Титулярника царя Алексея Михайловича 1672 года. Современный герб области аналогичен гербу Тверской губернии, использовавшемуся со второй половины XIX века. |
| Герб Томской области                                     | Томская область                          | 29 мая 1997                                                                            | —                                                | Французский щит с отношением сторон 9:8, с зелёным полем, в щите скачущий в правую сторону серебряный конь с червлёными (красными) глазами и языком. Щит увенчан большой императорской короной и окружён золотыми дубовыми ветвями, перевитыми лентой, имеющей цвета флага Томской области. Помимо описанного выше большого герба предусмотрен также малый герб области, представляющий собой коронованный геральдический щит без окружающих его дубовых ветвей. Кроме того, допускается воспроизведение малого герба и без венчающей его короны. | Авторы — А. Ю.Акимов, Г. А. Шахтарин, Э. И. Дюсьметов. Герб области аналогичен историческому гербу Томской губернии, утверждённому 5 июля 1878 года, который, в свою очередь, основан на гербе Томска 1804 года. |
| Герб Тульской области                                    | Тульская область                         | 10 декабря 2000 (первая версия); 24 ноября 2005 (актуальная версия)                    | 2083                                             | В червлёном (красном) щите серебряный клинок меча в пояс поверх двух таких же опрокинутых клинков, положенных в косой крест. Все сопровождено вверху и внизу двумя золотыми молотками. Щит увенчан золотой императорской короной и окружён лентой ордена Ленина. Помимо описанной выше полной версии предусмотрена равнодопустимая сокращённая версия герба — без золотой императорской короны и ленты ордена Ленина. | Автор — А. Богатырёв. Изображени на щите восходит к историческому гербу Тулы, утверждённому 8 марта 1778 года. |
| Герб Тюменской области                                   | Тюменская область                        | 11 мая 1995 (первая версия) 24 октября 2008 (актуальная версия)                        | 4306                                             | В дважды пересечённом серебряном, лазоревом и зелёном поле, в серебре — три лазоревые короны особого вида (о четырёх видимых зубцах, из которых два средние раздвоены; все концы зубцов скруглены), одна подле другой; поверх второго деления — безант-шар (диск), в лазури — золотой сияющий и пламенеющий, в зелени — лазоревый, обременённый семью чёрными столбами и тонко окаймлённый золотом. Щит увенчан золотой императорской короной. Щитодержатели: чёрные соболя, каждый с золотой мордой, горлом и грудью и с червлёным языком; в подножии — две противообращённые золотые стрелы. Девиз «сибирью прирастать будет» начертан золотыми литерами на лазоревой с чёрным подбоем ленте. Помимо описанного выше полного герба предусмотрен также малый герб области в виде коронованного геральдического щита. | |
| Герб Ульяновской области                                 | Ульяновская область                      | 21 ноября 1996 (первая версия); 26 декабря 2013 (актуальная версия)                    | 8904                                             | В лазоревом поле серебряная колонна с фигурной капителью и базой на постаменте, увенчанная Императорской короной с лазоревыми лентами, отходящими в стороны. Щит увенчан золотой земельной короной особого вида (с самоцветами на обруче и о трёх видимых зубцах в виде листьев аканта, перемежаемых двумя видимыми меньшими зубцами с жемчужинами). Щитодержатели — золотые львы, из которых правый держит три золотых колоса в левой передней лапе, а левый — меч того же металла в правой передней лапе, и показанная ниже щита серебряная чайка, летящая вправо и касающаяся щита воздетыми и распростёртыми крыльями; подножие подо львами — золотые дубовые ветви, положенные отвлечёнными концами накрест. Девиз «опора души и державы» начертан лазоревыми литерами на золотой ленте. Помимо описанного выше полного герба предусмотрены также равнодопустимые сокращённые версии: в виде коронованного геральдического щита и в виде геральдического щита без дополнительных элементов. | Авторы: - А. Сергеев; - Н. Сергеев; - Е. Егорова; - К. Ф. Мочёнов; - О. Салова. Изображение колонны, увенчанной короной, восходит к историческому гербу Симбирской губернии, утверждённому 5 июля 1878 года, который, в свою очередь, основан на гербе Симбирска. |
| Герб Херсонской области                                  | Херсонская область                       | 23 сентября 2022                                                                       | —                                                | В золотом щите чёрный двуглавый коронованный орёл. В правой лапе орёл держит лавровую ветвь, в левой красный перун с золотыми молниями. На груди орла лазоревый щит с серебряным шестиконечным крестом, с золотым сиянием в верхних четырёх углах. | Аналогичен историческому гербу Херсона, утверждённому 3 октября 1803 года, однако на некоторых версиях герба (в том числе на флаге области) орёл изображается несколько иначе, чем до Революции. Кроме того, на флаге области и в других случаях герб де-факто изображается с губернскими атрибутами времён Российской Империи: щит увенчан императорской короной и окружён золотыми дубовыми листьями, соединёнными Андреевской лентой. |
| Герб Челябинской области                                 | Челябинская область                      | 27 декабря 2001                                                                        | 897                                              | В червлёном (красном) поле навьюченный серебряный двугорбый верблюд с золотой поклажей. Щит увенчан золотой земельной короной и окружён двумя лентами ордена Ленина. Помимо описанного выше полного герба области предусмотрены также равнодопустимые сокращённые версии: средний герб (коронованный щит без лент ордена Ленина) и малый герб (гербовый щит без дополнительных элементов). | Авторы: - К. Ф. Мочёнов; - Г. Туник; - Р. И. Маланичев; - С. Исаев. Изображение навьюченного верблюда восходит к историческому гербу Исетской провинции Российской Империи. |
| Герб Ярославской области                                 | Ярославская область                      | 27 февраля 2001 (первая версия); 30 июня 2011 (актуальная версия)                      | 800 (первая версия); 6952 (актуальная версия)    | В золотом поле чёрный восстающий медведь, держащий левой лапой на левом плече серебряную секиру с червлёным древком. Над щитом — княжеская шапка образца 1730 года: пурпурная, с горностаевой (в два ряда хвостов) опушкой и тремя видимыми дужками, из которых средняя украшена самоцветами, а боковые — жемчугом; дужки замкнуты золотой державой, также украшенной самоцветами. Щитодержатели: справа — серебряный олень с золотыми рогами, гривой, копытами и с золотым ошейником, украшенным самоцветами и имеющим кольцо впереди, слева — чёрный медведь настороже, имеющий червлёный язык и увенчанный российской императорской короной, какой она изображалась в губернских гербах, но без лент; оба щитодержателя — на зелёном узорном подножии. Помимо описанной выше полной версии герб области может воспроизводиться в равнодопустимых сокращённых версиях: безо всех атрибутов или без любого из них (при этом подножие без щитодержателей не воспроизводится). | Изображение медведя с алебардой восходит к ярославской эмблеме из Титулярника царя Алексея Михайловича 1672 года. |
| Города федерального значения                             |                                          |                                                                                        |                                                  | | |
| Герб города Москвы                                       | Москва                                   | 23 ноября 1993                                                                         | 196                                              | Четырёхугольный, с закруглёнными нижними углами и заострённый в оконечности тёмно-красный геральдический щит с изображением развёрнутого вправо от зрителя всадника — Святого Георгия Победоносца в серебряных доспехах и голубой мантии (плаще), на серебряном коне с серебряной сбруей, поражающего золотым копьём чёрного Змия. Допускается воспроизведение герба без геральдического щита в виде основного элемента герба — Святого Георгия Победоносца на коне, поражающего копьём Змия. | Автор — К. К. Иванов. Герб восходит к исторической символике Московского княжества. |
| Герб Санкт-Петербурга                                    | Санкт-Петербург                          | 6 сентября 1991                                                                        | —                                                | В червлёном (красном) поле золотой российский скипетр поверх двух опрокинутых серебряных якорей морского и речного, о четырёх зубцах, накрест. Щит увенчан российской императорской короной и положен поверх двух российских скипетров натурального цвета, соединённых лентой Святого Андрея Первозванного. Допускается воспроизведение герба Санкт-Петербурга в сокращённых версиях, обусловленных исторически и геральдически: без императорской короны над щитом, без лазоревых лент, выходящих из императорской короны, без двух российских скипетров, соединённых андреевской лазоревой лентой, а также в виде золотого скипетра с двуглавым орлом и двух серебряных якорей — морского и речного, положенных накрест, вне поля щита. | Герб восходит к историческому гербу Санкт-Петербурга, утверждённому в 1780 году. Аналогичный современному герб Санкт-Петербурга был разработан в начале XVIII века геральдистом Ф. М. Санти. |
| Герб города-героя Севастополя                            | Севастополь                              | 21 апреля 2000                                                                         | —                                                | Скошенный справа геральдический щит французской формы с отношением ширины к высоте как 8:9. В правой верхней стороне герба на серебряном (светло-сером) поле изображена медаль «Золотая звезда». На левой нижней стороне герба на лазуревом (голубом) поле изображён силуэт памятника Затопленным кораблям серебряного (светло-серого) цвета (вид с берега бухты). Композиционно объединяет два поля лавровая ветвь золотистого цвета, символизирующая славу защитников Севастополя. Щит имеет внешнюю кайму золотистого цвета. | Впервые идентичный герб Севастополя был утверждён 12 февраля 1969 года, авторы — Н. К. Крылова и С. Шахунов. Между 1994 и 2000 годами использовался исторический герб Севастополя 1893 года, после чего был возвращён и используется по настоящее время герб советского времени. |
| Автономная область                                       |                                          |                                                                                        |                                                  | | |
| Герб Еврейской автономной области                        | Еврейская автономная область             | 31 июля 1996                                                                           | 103                                              | Геральдический французский щит (отношение ширины к высоте 8:9) аквамаринового цвета, в верхней и нижней частях которого расположены узкие горизонтальные полоски, состоящие из белой, голубой и белой полосок, равных между собой по ширине, составляющие 1/50 высоты герба и символизирующие реки Бира и Биджан. В центре герба изображён золотой уссурийский тигр с чёрными полосами согласно натуральной окраске. Фигура тигра развёрнута вправо от зрителя. Допускается воспроизведение без геральдического щита. | Автор — Ю. Б. Бардич-Косвинцева. |
| Автономные округа                                        |                                          |                                                                                        |                                                  | | |
| Герб Ненецкого автономного округа                        | Ненецкий автономный округ                | 4 октября 2007                                                                         | 3610                                             | В зубчато-пересечённом серебряном и зелёном поле — лазурный шар, обременённый серебряным пламенем; вверху к шару примыкает зелёная фигура, образованная тремя соединёнными свободными стропилами, увенчанными вверху малым опрокинутым свободным стропилом; внизу — серебряная фигура, образованная тремя опрокинутыми свободными стропилами. Щит увенчан золотой земельной короной и окружён лентами: справа — ордена Дружбы народов, слева — ордена Трудового Красного Знамени. Помимо описанной выше полной формы герба предусмотрено также его воспроизведение в виде гербового щита без дополнительных элементов. | Автор — Р. К. Хурда. |
| Герб Ханты-Мансийского автономного округа — Югры         | Ханты-Мансийский автономный округ — Югра | 14 сентября 1995 (первая версия); 24 декабря 2020 (актуальная версия)                  | 13300                                            | В рассечённом лазоревом и зелёном поле серебряная птица «Кат ухуп вой» с двумя, подобными орлиным, головами на длинных шеях, четырьмя лапами и видимым между головами и шеями хвостом, подобным павлиньему, широко просечённым в цвета поля. Щит увенчан золотой земельной короной о семи видимых зубцах, средний из которых завершён пламенем, и с поясом национального орнамента на обруче. Щитодержатели — два золотых, с чёрными глазами и носами, медведя, поддерживающих два золотых древка с государственными флагами Ханты-Мансийского автономного округа — Югры, на подножии из зелёных кедровых ветвей с зелёными шишками. Девиз «делами великая» начертан серебряными литерами на лазоревой ленте. | Разработан авторской группой под руководством Ю. Росича |
| Герб Чукотского автономного округа                       | Чукотский автономный округ               | 27 ноября 2000                                                                         | —                                                | Геральдический щит фиолетового цвета; центральная фигура — изображение белого медведя белого цвета, расположенное поверх символического изображения территории Чукотском автономного округа — жёлтого цвета. В месте расположения административного центра Чукотского автономного округа — города Анадыря — изображена восьмиконечная звезда красного цвета. Изображение территории, в свою очередь, расположено поверх голубого круга, разделённого кольцом красного цвета. Голубой круг окаймляется орнаментом из белых (серебряных) лучей. | |
| Герб Ямало-Ненецкого автономного округа                  | Ямало-Ненецкий автономный округ          | 22 ноября 1999 (первая версия); 13 октября 2003 (актуальная версия)                    | 584                                              | Геральдический щит, увенчанный короной (золотой орнаментированный обруч о семи видимых остроконечных зубцах (пяти на передней стороне обруча); передний (средний) зубец орнаментирован и завершён золотым же изображением пламени; обруч короны также орнаментирован), который поддерживают два полярных медведя. В лазоревом (сине-голубом) поле геральдического щита идущий белый (серебряный) северный олень, сопровождаемый вверху и слева Полярной звездой о четырёх лучах того же металла, из которых левый короче остальных; щит увенчан традиционной золотой региональной короной особого вида с золотым же пламенем на среднем зубце и имеющей лазоревую шапку; в опорах щита серебряные полярные медведи с червлёными пастями и с чёрными носами и когтями, стоящие на серебряных заснеженных льдинах, соединённых лазоревой лентой, на которой воспроизведён орнамент, соответствующий бело-сине-красному горизонтальному рисунку флага автономного округа. | |

## Гербы упразднённых субъектов
| Герб                                                  | Субъект                                        | Дата утверждения                                                    | Номер в ГГР                         | Краткое описание | Примечания |
| ----------------------------------------------------- | ---------------------------------------------- | ------------------------------------------------------------------- | ----------------------------------- | --- | --- |
| Упразднённые области                                  |                                                |                                                                     |                                     | | |
| Герб Камчатской области                               | Камчатская область                             | 5 мая 2004                                                          | 1760                                | Четырёхугольный с закруглёнными нижними углами, заострённый в оконечности геральдический щит. В лазоревом поле над волнистой серебряной, оконечностью, обременённой двумя волнисто-изогнутыми лазоревыми поясами — три чёрные сопки (средняя — перед двумя боковыми), окаймлённые серебром, с серебряным снегом на вершинах и с выходящим из каждой вершины червлёным пламенем в окружении серебряного дыма. Допускается воспроизведение герба без геральдического щита. | Изображение трёх сопок восходит к гербу Камчатская область Российской Империи, утверждённому 22 июня 1851 года. В настоящее время аналогичный герб имеет Камчатский край.                                                                       |
| Герб Пермской области                                 | Пермская область                               | 28 декабря 1995 (первая версия); 22 августа 1996 (последняя версия) | 105                                 | Идентичен гербу Пермского края | Изображение медведя, несущего на спине Евангелие, восходит к эмблеме Пермской земли из Титулярника царя Алексея Михайловича 1672 года. |
| Герб Читинской области                                | Читинская область                              | 22 декабря 1995                                                     | 184                                 | Идентичен гербу Забайкальского края | Авторы герба — Л. В. Кулеш и В. И. Кулеш. Орёл на гербе взят с государственной печати «Сибирские земли Даурских острогов» 1692 года, а щит с палисадом и головой буйвола являлся гербом Забайкальской области Российской Империи и города Читы. |
| Упразднённые автономные округа                        |                                                |                                                                     |                                     | | |
| Герб Агинского Бурятского автономного округа          | Агинский Бурятский автономный округ            | 10 декабря 1996 (первая версия); 20 апреля 2004 (последняя версия)  | —                                   | Четырёхугольный, с закруглёнными нижними углами, заострённый в оконечности бордовый геральдический щит, окантованный жёлтой полосой. В центре щита круг, в нижней части которого расположен зооморфный национальный орнамент жёлтого цвета «Хамар угалза», символизирующий домашних животных: лошадь, крупный рогатый скот, верблюда, овцу и козу, олицетворяющих традиционную приверженность коренного народа к животноводству. Вправо и влево от орнамента вверх по кругу расположены золотые колосья пшеницы, которые перевиты по четыре раза с каждой стороны традиционной белой лентой — национальным «хадаком». В верхней части круга расположен символ «Гал-гуламта». По горизонтальному диаметру круга год золотыми лучами восходящего солнца расположены священные для местных народов горы, такие как Алханай, Хаан Уула, Согто Уула, Баатарай обоо. Ниже гор параллельно к горизонтальному диаметру круга расположены зелёная, волнистая синяя и белая полосы. Допускается воспроизведение без геральдического щита. | Автор — Б. Ж. Гомбожанов. В настоящее время аналогичный герб используется в Агинском Бурятском округе Забайкальского края. |
| Герб Коми-Пермяцкого автономного округа               | Коми-Пермяцкий автономный округ                | 12 февраля 1996 (первая версия) 27 июня 1997 (последняя версия)     | —                                   | Геральдический щит, состоящий из трёх равновеликих горизонтальных полос: верхней — красного, средней — белого, нижней — синего цвета. В центре красной полосы располагается серебряная «перна» (два левых и два правых обломка накрест); в центре белой полосы — красный идущий медведь. | В настоящее время аналогичный герб используется в Коми-Пермякцком округе Пермского края. |
| Герб Корякского автономного округа                    | Корякский автономный округ                     | 13 июля 1998                                                        | 437                                 | В лазоревом щите под включённой червлёной главой серебряный бегущий северный олень. | Автор — А. В. Почекутов. В настоящее время используется в качестве герба Корякского округа Камчатского края. |
| Герб Таймырского Долгано-Ненецкого автономного округа | Таймырский (Долгано-Ненецкий) автономный округ | 25 марта 1998                                                       | 291                                 | Традиционный щит, верхняя часть которого имеет прямоугольную форму, а нижняя часть слева и справа заканчивается двумя полудугами, прерывающимися в центре нижней части щита и переходящими в наконечник стрелы, направленной остриём книзу. На лазуревом поле — летящая вправо краснозобая казарка с пурпурным зобом и щеками, окаймлённым серебром, с серебряными головой и туловищем и чёрными крыльями, клювом, полосами у глаз, грудью и лапами, сопровождённая вверху серебряным солнечным диском с четырьмя тонкими, отвлечёнными, расположенными в крест лучами. Допускается воспроизведение без геральдического щита. | Автор — В. С. Таранец. В настоящее время используется в качестве герба Таймырского Долгано-Ненецкого района Красноярского края. |
| Герб Усть-Ордынского Бурятского автономного округа    | Усть-Ордынский Бурятский автономный округ      | 25 июля 1997                                                        | 220                                 | В скошенном справа серебряном и зелёном щите — золотой безант (шар, круг), сопровождаемый четырьмя малыми безантами в крест и обременённый серебряной «триадой» — светилом о трёх лучах в виде волн, бегущих в сторону, обратную ходу солнца; один из лучей обращён вправо | В настоящее время используется в качестве герба Усть-Ордынского Бурятского округа Иркутской области. |
| Герб Эвенкийского автономного округа                  | Эвенкийский автономный округ                   | 3 марта 1995                                                        | 3761 (как герб Эвенкийского района) | Овал с волнистыми краями, в центре которого находится изображение изображение мифической птицы гагары белого цвета. Внутренний фон герба разделён по горизонтальной (короткой) оси овала на две части: верхнюю — жёлтого охристого цвета и нижнюю — синего цвета. В верхней части герба находится красный полукруг с белыми зубцами, изображающий солнце. Отношение короткой (горизонтальной) оси герба к длинной (вертикальной) оси — 1:1,32. | Автор — С. Салаткин. В настоящее время используется в качестве герба Эвенкийского района Красноярского края. |